# Châtelneuf (Jura)
Châtelneuf település Franciaországban, Jura megyében. Lakosainak száma 122 fő (2022. január 1.). Châtelneuf Loulle, Chaux-des-Crotenay, La Chaux-du-Dombief, Le Frasnois, Pillemoine, Saffloz és Le Vaudioux községekkel határos.

## Népesség
A település népességének változása:
| Lakosok száma | 115  | 128  | 125  | 135  | 139  | 141  | 138  | 130  | 126  | 122  |
|               | 1968 | 1982 | 1990 | 2006 | 2013 | 2015 | 2017 | 2019 | 2020 | 2022 |